# 豬草條紋螢金花蟲
豬草條紋螢金花蟲（学名：Ophraella communa）为金花蟲科條紋螢金花蟲屬下的一个种。